# Hysterostomella bosciae
Hysterostomella bosciae är en svampart som först beskrevs av Doidge, och fick sitt nu gällande namn av Doidge 1948. Hysterostomella bosciae ingår i släktet Hysterostomella och familjen Parmulariaceae.   Inga underarter finns listade i Catalogue of Life.